# The Skeleton Key (film)
The Skeleton Key is een Amerikaanse speelfilm uit 2005 onder regie van Iain Softley.

## Verhaal
Caroline is een verpleegster in New Orleans die in een hospice terminaal zieken bijstaat tot hun overlijden. Als haar laatste patiënt overlijdt kan ze zich niet meer vinden in de onverschillige werkwijze van het ziekenhuis. Ze vindt werk als privéverpleegster in een oud plantagehuis diep in het platteland van Louisiana. Daar moet ze de man des huizes Ben bijstaan die een beroerte heeft gehad en niet meer kan lopen of spreken. Bens vrouw is de conservatieve Violet die nogal vijandig staat tegenover Caroline. Bij haar aankomst is ook Luke aanwezig, een advocaat die het testament van Ben en Violet moet opstellen.
Violet geeft Caroline een loper (skeleton key in het Engels) waarmee ze alle kamers binnen kan. Op zolder vindt ze een afgesloten deur waar hij niet op past. Violet vertelt haar dat ze sinds ze in 1962 het huis kocht nog nooit in die kamer was geweest. Caroline probeert het opnieuw en slaagt erin de deur te openen na iets dat het slot blokkeerde te hebben weggehaald. In de kamer ziet ze een pop, een spreukenboek, potten met organen op sterk water en een grammofoonplaat. Die laatste neemt ze mee als ze naar de stad gaat. Op de plaat staat de stem van een man die een magisch ritueel uitvoert. Ze ontdekt dat het hoodoo is, een Afrikaanse vorm van magie die met de slavenhandel in Amerika verspreid raakte.
Caroline confronteert Violet ermee en eist een verklaring. Violet vertelt dat het huis rond 1920 eigendom was van een rijke maar gemene bankier. Die woonde er met zijn vrouw, een tweelingjongen- en meisje en hun zwarte bedienden Papa Justify en Mama Cecile. Die laatsten werden zeer slecht behandeld, maar wat hun meester niet wist is dat ze aan hoodoo deden. Op een avond was er een decadent feest waarop vele rijke kennissen van het gezin aanwezig waren. Op een bepaald moment, wanneer iedereen al flink beschonken was, konden ze de tweeling niet vinden. Ze startten een zoektocht en vonden hen uiteindelijk in de zolderkamer van de bedienden, zittend tussen een kring van kaarsen. De bedienden zeiden dat ze de kinderen hoodoo leerden, maar geschokt worden ze door de gasten naar buiten gesleurd, en opgehangen en daarna in brand gestoken. Dankzij de invloed van de gasten werd niemand veroordeeld. Later ging de bank ten onder en schoot de bankier eerst zijn vrouw en vervolgens zichzelf dood.
Violet gelooft dat de geesten van de bedienden in het huis rondwaren en dat ze te zien zijn in spiegels. Om die reden heeft ze trouwens alle spiegels weggehaald. Ze gelooft ook dat Ben zijn beroerte door hen kreeg. Caroline doet alles af als onzin, maar ontdekt dat Ben ook in die geesten gelooft. Ze bedenkt dat zijn ziekte vooral in zijn hoofd zit. In de stad zoekt ze via haar vriendin Jill een vrouw op die hoodoo beoefent. Van haar leert ze dat hoodoo enkel werkt op mensen die erin geloven, dat baksteenstof mensen met slechte bedoelingen tegenhoudt, en dat er een verloren gewaande hoodoo spreuk bestaat waarmee men de nog toekomstige levensjaren van een geofferd persoon kan overnemen en een ritueel om Ben te genezen. Caroline voert het ritueel op Ben uit en plots kan Ben weer wat gebrekkig spreken. Hij zegt Caroline's naam en "help mij", als Caroline vraagt wie hem kwaad doet, kan hij nog net Violet aanwijzen als die binnenkomt.
Caroline is nu overtuigd om Ben weg te halen uit het huis, maar stoot op Violet die haar dat verhindert. Ze strooit als test baksteenstof in een deuropening en Violet kan de kamer niet binnen. Dan probeert ze met Ben weg te rijden, maar ze rijdt haar Volkswagen Kever stuk op de poort. Ze verbergt Ben in het tuinhuis en vlucht met een roeiboot over de rivier terwijl Violet haar beschiet met een jachtgeweer. Met een gekregen lift komt ze in de stad, waar ze overstuur Luke (de advocaat) opzoekt. Die krijgt net telefoon van Violet en verlaat de kamer. Dan vindt Caroline foto's van zichzelf en een ring die ze ook op de zolderkamer in het huis had gezien. Luke ziet dat hij verraden is, knevelt haar en brengt haar terug naar Violet.
Daar geeft ze prijs waar Ben is, die vervolgens door Violet wordt gevonden. Intussen kan ze ontsnappen en begint ze voor elke deur baksteenstof te strooien. Daardoor kan Luke haar niet te pakken krijgen. Op de eerste verdieping slaagt Violet daar wel in, vlak nadat Caroline de hulpdiensten en Jill verwittigde. Er ontstaat een handgemeen en Violet valt over de leuning en van de trap waarbij ze haar benen breekt. Caroline vlucht naar de zolder waar ze een kring van kaarsen ziet klaarstaan en beseft dat ze haar willen offeren voor haar levensjaren. Snel begint ze zelf een ritueel om zich tegen Violet en Luke te beschermen, maar die spreuk was een list van Violet en ze heeft zichzelf gevangengezet in een krijtcirkel tussen de kaarsen. Violet onthult in een spiegel dat zij het meisje van de tweeling was. Caroline probeert zichzelf ervan te overtuigen dat ze niet in hoodoo gelooft, zodat het ritueel niet zou werken, maar dat lukt niet. Violet duwt de spiegel naar Caroline, die bewusteloos raakt van de inslag.
De volgende ochtend wordt Caroline wakker en staat op. Ze ziet Violet op de grond liggen, neemt haar aansteker en een sigaar en steekt die op. Ze zegt tegen haar: dank je, kind en soms betekent offeren gewoon van plaats wisselen. Luke komt binnen en groet Caroline als "Cecile". Dan geeft "Cecile" "Violet" (Caroline dus) een drankje dat voor een nepberoerte zorgt en waardoor ze niet meer kan lopen of spreken. Vervolgens komen (eindelijk) Jill en de hulpdiensten aan. "Violet" en "Ben" worden op een brancard gelegd. "Luke" (Papa Justify) vertelt Jill dat Caroline het huis heeft geërfd. "Caroline" (Mama Cecile) vraagt Jill om met "Violet" (Caroline) en "Ben" (Luke) naar het ziekenhuis te rijden. De film eindigt met een hoogtebeeld van het huis waarbij de camera steeds verder omhooggaat en een panorama van de omgeving toont.

## Nabeschouwing
Laat in de film wordt duidelijk dat de bedienden de kinderen geen Hoodoo aan het leren waren. Ze hadden in de plaats net met hen van lichaam gewisseld. De ouders hadden dus in feite hun eigen kinderen opgehangen. Ook het latere faillissement van de bank en de moord en zelfmoord van de ouders zijn door toedoen van Papa Justify en Mama Cecile gebeurd. Die leefden vervolgens tot 1962 voort in de lichamen van de tweeling. Toen ze oud werden wisselden ze opnieuw van lichaam, deze keer met Ben en Violet. Ook daarin werden ze oud. Op het moment dat de film begint hebben ze de advocaat Luke al in de val gelokt en heeft Papa Justify zijn lichaam overgenomen. De echte Luke zit gevangen in het lichaam van Ben maar kan door de beroerte, die door Mama Cecile is veroorzaakt, niets laten merken. Mama Cecile zit nog steeds in het oude lichaam van Violet en hield Ben in huis om Caroline te lokken. Het is haar bedoeling om haar lichaam over te nemen. De gebeurtenissen die daartoe leiden zijn het onderwerp van de film terwijl de feiten in deze nabeschouwing naar het einde toe voor de toeschouwer duidelijk worden.

## Rolbezetting
| Acteur            | Personage              |
| ----------------- | ---------------------- |
| Kate Hudson       | Caroline Ellis         |
| Gena Rowlands     | Violet Devereaux       |
| John Hurt         | Ben Devereaux          |
| Peter Sarsgaard   | Luke Marshall          |
| Joy Bryant        | Jill                   |
| Maxine Barnett    | Mama Cynthia           |
| Fahnlohnee Harris | Hallie                 |
| Marion Zinser     | Hoodoovrouw in de stad |
| Deneen Tyler      | Verpleegster           |
| Ann Dalrymple     | C.N.A.                 |
| Trula Marcus      | Trula                  |
| Tonya Staten      | Audrey                 |
| Thomas Uskali     | Robertson Thorpe       |
| Jen Apgar         | Madeleine Thorpe       |
| Forrest Landis    | Martin Thorpe          |